# Oelsiger Luch
Oelsiger Luch este o arie protejată (arie specială de conservare — SAC, sit de importanță comunitară — SCI) din Germania întinsă pe o suprafață de 39,46 ha, integral pe uscat.

## Localizare
Centrul sitului Oelsiger Luch este situat la coordonatele 51°41′27″N 13°23′22″E / 51.6908°N 13.3894°E.

## Înființare
Situl Oelsiger Luch a fost declarat sit de importanță comunitară în septembrie 2000 pentru a proteja 4 specii de animale. Situl a fost protejat și ca arie specială de conservare în decembrie 2002.

## Biodiversitate
Situată în ecoregiunea continentală, aria protejată conține 3 habitate naturale: Mlaștini turboase de tranziție și turbării mișcătoare, Păduri acidofile de stejar bătrân cu Quercus robur pe câmpii nisipoase, Mlaștini împădurite.
La baza desemnării sitului se află mai multe specii protejate:
- păsări (2): presură de grădină (Emberiza hortulana), Grus grus grus
- mamifere (2): castor (Castor fiber), vidră de râu (Lutra lutra)

Pe lângă speciile protejate, pe teritoriul sitului au mai fost identificate 4 specii de plante, 2 specii de amfibieni, 1 specie de nevertebrate, 1 specie de reptile.